# 평창군의회
평창군의회는 강원특별자치도 평창군 지역을 관할하는 기초의회이다.